# Cladosporium victorialis
Cladosporium victorialis är en svampart som först beskrevs av Thüm., och fick sitt nu gällande namn av U. Braun & H.D. Shin 1997. Cladosporium victorialis ingår i släktet Cladosporium och familjen Davidiellaceae.   Inga underarter finns listade i Catalogue of Life.